# Günter Scholz (Historiker)
Günter Scholz (* 28. Mai 1940 in Plauen) ist ein deutscher Historiker und Museumsleiter.

## Leben und Wirken
Nach seiner Reifeprüfung 1959 am Schubart-Gymnasium Aalen studierte Scholz zunächst zwei Semester Rechtswissenschaft an der Eberhard Karls Universität Tübingen, wechselte dann im Sommersemester 1960 zum Studium der Fächer Geschichte und Anglistik. 1965 legte der die Magisterprüfung ab und promovierte 1969 bei dem Tübinger Historiker Ernst Walter Zeeden. Anschließend arbeitete er als wissenschaftlicher Assistent bzw. Lehrbeauftragter am Historischen Seminar der Universität Tübingen (Abt. Neuere Geschichte). Sein Forschungsschwerpunkt lag auf der Glaubensspaltung und Konfessionsbildung in den österreichischen Erbländern (Habilitationsschrift 1979/80).
Im Jahre 1981 begann Scholz mit dem Aufbau des Deutschen Bauernkriegsmuseums in Böblingen und leitete dort das Stadtarchiv und die Museen in Böblingen. Von 1993 bis 2005 war Scholz Leiter des Kulturamts der Stadt Böblingen.
Günter Scholz hat neben Veröffentlichungen von Arbeiten zur Reformationsgeschichte zahlreiche Ausstellungen im Böblinger Bauernkriegsmuseum kuratiert und die Ausstellungskataloge hierfür herausgegeben.

## Veröffentlichungen (Auswahl)
- Die Aufzeichnungen des Hildesheimer Dechanten Johan Oldecop (1493–1574). Reformation und Katholische Kirche im Spiegel von Chroniken des 16. Jahrhunderts (= Reformationsgeschichtliche Studien und Texte, Bd. 103). Aschendorff, Münster 1972, ISBN 3-402-03710-6 (= Dissertation Universität Tübingen).
- (Hrsg.): Fürstliche Witwen auf Schloß Böblingen. Stadtarchiv Böblingen 1987.
- (Hrsg.): Ulrich von Hutten 1488–1523. Glanzvoller Humanist – gescheiterter Reichsreformer (= Böblinger Museumsschriften, Bd. 1). Stadtarchiv Böblingen 1989.
- (Hrsg.): Als man in Böblingen noch in die Luft ging. Ausstellung zur Böblinger Luftfahrtgeschichte (= Böblinger Museumsschriften, Bd. 3). Böblingen 1990.
- (Hrsg.): Thomas Müntzer (vor 1491–1525). Prediger, Prophet, Bauernkriegsführer (= Böblinger Museumsschriften, Bd. 4). Schlecht, Böblingen 1990, ISBN 3-924513-49-X.
- (Hrsg.): Werner Tübke. Sonderausstellung des Böblinger Bauernkriegsmuseum (= Böblinger Museumsschriften, Bd. 5). Schlecht, Böblingen 1991, ISBN 3-924513-54-6.
- (mit Alfred Hrdlicka): Alfred Hrdlicka. Sonderausstellung des Böblinger Bauernkriegsmuseum (= Böblinger Museumsschriften, Bd. 7). Böblingen 1992, ISBN 3-924513-56-2.
- (Hrsg.): Libri castellani. Europäische Bücherschätze aus Adelsbibliotheken in Böhmen (= Böblinger Museumsschriften, Bd. 6). Böblingen 1992, ISBN 3-924513-55-4.
- (Hrsg.): Mensch und Krankheit um 1500. Sonderausstellung des Böblinger Bauernkriegsmuseums (= Böblinger Museumsschriften, Bd. 8). Schlecht, Böblingen 1993, ISBN 3-924513-57-0.
- 7./8. Oktober 1943, Erinnerung und Mahnung. 50. Jahrestag der Zerstörung von Böblingen im Zweiten Weltkrieg (= Böblinger Museumsschriften, Bd. 9). Böblinger Museen 1993, ISBN 3-924513-59-7.
- (Hrsg.): Otto Dix – Bernhard Heisig: Der Schrecken des Krieges (= Böblinger Museumsschriften, Bd. 10). Böblinger Museen 1993, ISBN 3-924513-58-9.
- (Hrsg.): Käthe Kollwitz. Sonderausstellung des Böblinger Bauernkriegsmuseums (= Böblinger Museumsschriften, Bd. 11). Schlecht, Böblingen 1994, ISBN 3-928754-06-8.
- Ständefreiheit und Gotteswort. Studien zum Anteil der Landstände an Glaubensspaltung und Konfessionsbildung in Innerösterreich (1517–1564) (= Europäische Hochschulschriften, Reihe 3, Bd. 358). Lang, Frankfurt/M. 1994, ISBN 3-8204-9481-2 (= Habilitationsschrift Universität Tübingen).
- Weltbild im Spiegel der Kartographie des 16. bis 18. Jahrhunderts (= Böblinger Museumsschriften, Bd. 12). Stadt Böblingen 1994, ISBN 3-928754-08-4.
- (Hrsg.): Horst Sakulowski. Sonderausstellung des Böblinger Bauernkriegsmuseums (= Böblinger Museumsschriften, Bd. 13). Böblingen 1995, ISBN 3-928754-12-2.
- (Hrsg.): Das Zeitalter Martin Luthers (= Böblinger Museumsschriften, Bd. 14). Böblingen 1996, ISBN 3-928754-13-0.
- (Hrsg.): Pflanzenwunder – Gartenzauber. 350 Jahre Pflanzen und Gärten im Bild (= Böblinger Museumsschriften, Bd. 15). Böblingen 1996, ISBN 3-928754-16-5.
- (Hrsg.): Französische Revolution und deutsche Bauernbewegung (= Böblinger Museumsschriften, Bd. 16). Böblingen 1997, ISBN 3-928754-21-1.
- (Hrsg.): Das Schloß sich hoch erhebend … der Böblinger Schloßberg und seine Geschichte (= Böblinger Museumsschriften, Bd. 17). Böblingen 1997, ISBN 3-928754-20-3.
- (Hrsg.): 125 Jahre Stadtkapelle – 125 Jahre Stadtgeschichte (= Böblinger Museumsschriften, Bd. 19). Böblingen 1999, ISBN 3-928754-27-0.
- (Hrsg.): In China … längst vor Gutenberg. Papier, Holzschnitt, Druckkunst (= Böblinger Museumsschriften, Bd. 16). Böblingen 1996, ISBN 3-928754-18-1.
- (Hrsg.): Aufbruch 1949 (= Böblinger Museumsschriften, Bd. 20). Böblingen 1999, ISBN 3-928754-28-9.
- (Hrsg.): Magia naturalis. Alchemie, Magie und Wissenschaft in der Frühen Neuzeit (= Böblinger Museumsschriften, Bd. 21). Böblingen 2000, ISBN 3-928754-29-7.
- (Hrsg.): Menschen unterwegs … in unbekannte Welten. Reisen und Entdeckungen in der Neuzeit (= Böblinger Museumsschriften, Bd. 23). Böblingen 2001, ISBN 3-928754-34-3.
- (Hrsg.): Hap Grieshaber (= Böblinger Museumsschriften, Bd. 24). Böblingen 2002, ISBN 3-928754-35-1.
- (Hrsg.): Aristide Maillol – Landleben. Illustrationen zu Vergil, Georgica – Vom Landbau (= Böblinger Museumsschriften, Bd. 25). Böblingen 2002, ISBN 3-928754-37-8.
- (Hrsg.): Sportgeschichte (= Böblinger Museumsschriften, Bd. 26). Böblingen 2002, ISBN 3-928754-38-6.
- (Hrsg. mit Sönke Lorenz): Böblingen –  Vom Mammutzahn zum Mikrochip. Markstein-Verlag, Filderstadt 2003, ISBN 978-3-935129-09-1.
- (Hrsg.): Als die Eisenbahn Böblingen Dampf machte … 125 Jahre Gäubahn (=Böblinger Museumsschriften, Bd. 27). Böblingen 2004, ISBN 3-928754-40-8.
- (Hrsg.): Mit Gutenberg fing es an. Die Medienrevolution verändert die Welt (= Böblinger Museumsschriften, Bd. 28). Böblingen 2005, ISBN 3-928754-45-9.
- (Hrsg.): Das letzte Mahl. Werke von Gérard Krimmel zu Bauernkrieg und Revolution (= Böblinger Museumsschriften, Bd. 29). Böblingen 2007, ISBN 3-928754-47-5.
- Die Kirche von Mauren. „Ein sehr herrliches und köstliches Gebäude“. Gemeinde Ehningen 2008.
- „Habe ich nicht genug Tumult ausgelöst?“. Martin Luther in Selbstzeugnissen. C. H. Beck, München 2016, ISBN 978-3-406-69811-8.
- Unsere Zukunft liegt in der Luft. Der Böblinger Luftfahrtpionier Dr. Hanns Klemm (1885–1961) (= Beiträge zur Böblinger Geschichte, Bd. 3). Böblingen 2018, ISBN 978-3-928754-63-7.